# Jose Elmer Porteria
José Elmer Porteria (* 9. Mai 1994 in Richmond), auch unter dem Namen OJ Porteria bekannt, ist ein philippinisch-US-amerikanischer Fußballspieler.

## Karriere

### Verein
Jose Elmer Porteria erlernte das Fußballspielen in der Jugendmannschaft von D.C. United in der US-amerikanischen Hauptstadt Washington, D.C. Im August 2012 unterschrieb er einen Vertrag beim philippinischen Verein Kaya FC-Iloilo. Mit dem Verein aus Iloilo City spielte er in der ersten Liga, der United Football League. 2016 wurde die erste Liga in Philippines Football League umbenannt. 2017 wechselte er zum Ligakonkurrenten Ceres-Negros FC, dem heutigen United City FC. Mit dem Verein aus Bacolod City gewann er 2017, 2018, 2019 und 2020 die philippinische Fußballmeisterschaft. 2019 gewann er mit dem Klub den PFL Cup. Das Endspiel gegen Kaya FC-Iloilo gewann man mit 2:1. Ende 2020 wechselte er nach Thailand. Hier unterschrieb er einen Vertrag bei Ratchaburi Mitr Phol. Der Verein aus Ratchaburi spielte in der ersten Liga des Landes, der Thai League. Nach fünf Erstligaspielen für Ratchaburi kehrte er im August 2021 zu seinem ehemaligen Verein United City in die Philippinen zurück. Im Februar 2022 ging er nach Kambodscha. Hier schloss er sich dem Erstligisten Kirivong Sok Sen Chey in der Provinz Takeo an. Ende Juni 2022 wurde sein Vertrag aufgelöst. Von Juli 2022 bis Januar 2023 war er vertrags- und vereinslos. Kelantan United, ein Erstligist aus Malaysia, nahm ihn Anfang Februar 2023 unter Vertrag. Für den Verein aus Kota Bharu  bestritt er 22 Erstligaspiele. Nach der Saison wechselte er im November 2023 nach Indonesien. Hier unterschrieb er in Tangerang Selatan einen Vertrag bei Dewa United.

### Nationalmannschaft
Jose Elmer Porteria spielt seit 2012 für die philippinische Nationalmannschaft. 2012 belegte er mit der Nationalelf den zweiten Platz beim AFC Challenge Cup. Bisher bestritt er 21 Länderspiele.

## Erfolge

### Verein
Ceres-Negros FC/United City FC
- Philippines Football League: 2017, 2018, 2019, 2020
- PFL Cup: 2019

### Nationalmannschaft
- AFC Challenge Cup: 2014 (2. Platz)